# Presents Kumbia Kings
Presents Kumbia Kings es el primer álbum recopilatorio de A.B. Quintanilla y Los Kumbia Kings. Fue lanzado el 1 de abril de 2003 por EMI Latin.

## Lista de canciones
| N.º | Título                                                | Escritor(es)                                                     | Duración |  |
| 1.  | «Don't Wanna Try»                                     | Francisco Bautista, Jaime Gálvez                                 | 4:07     |  |
| 2.  | «Say It (A Million Times)»                            | A.B. Quintanilla III, Cruz Martínez, Luis F. Bautista            | 4:08     |  |
| 3.  | «Roll Wit Me»                                         | Francisco Bautista, Jason Cano, Alex Ramírez, Jaime Gálvez       | 3:49     |  |
| 4.  | «U Don't Love Me»                                     | Sean Dunson, John Dunson                                         | 3:52     |  |
| 5.  | «I Need Your Love»                                    | A.B. Quintanilla III, Luis F. Bautista, Jason Cano, Andrew Maes  | 3:36     |  |
| 6.  | «Right Back»                                          | Cruz Martínez, Francisco Bautista                                | 4:19     |  |
| 7.  | «Think'n About You»                                   | A.B. Quintanilla III, Cruz Martínez, Luis F. Bautista            | 4:03     |  |
| 8.  | «La Cucaracha (Ol' Skool Mix)» (con Organized Rhymes) | A.B. Quintanilla III, Cruz Martínez, Jason Cano, Nick Washington | 3:55     |  |
| 9.  | «Why Did You»                                         | A.B. Quintanilla III, Luis F. Bautista                           | 4:13     |  |
| 10. | «Break Me Off»                                        | Reggie Valenzuela, Jason Cano, Will, Jaime Gálvez                | 4:37     |  |
| 11. | «I Never Knew»                                        | A.B. Quintanilla III, Cruz Martínez, Luis F. Bautista            | 3:48     |  |
| 12. | «So Naive»                                            | John Dunson, Sean Dunson                                         | 3:57     |  |